# Пчёлка Майя: Медовый движ
«Пчёлка Майя: Медовый движ» (англ. Maya the Bee: The Golden Orb) — анимационный приключенческий комедийный фильм, снятый в 2021 году режиссёром Ноэлем Клири. Основанный на персонажах аниме 1975 года «Пчёлка Майя» и немецкой детской книги «Приключения пчёлки Майи» Вальдемара Бонзельса, фильм является продолжением снятого в 2018 году мультфильма «Пчёлка Майя и Кубок мёда». Главные роли озвучили Коко Джек Гиллис, Бенсон Джек Энтони, Фрэнсис Берри и Кристиан Харисиу. Первоначально выход фильма был запланирован на 17 июня 2020 года, однако из-за пандемии COVID-19 фильм был перенесён на 7 января 2021 года.

## Сюжет
На Маковой лужайке пчёлка Майя, полная радости от наступившей весны, пытается разбудить обитателей улья и Вилли, чтобы сообщить им, что весна наконец-то пришла, но её энтузиазм снова вызывает недовольство. Майя и Вилли отклоняются от своих обязанностей, что, согласно правилам королевства, расценивается как непослушание, и в итоге они разочаровывают королеву.
Позднее, королева велит Майе и Вилли доставить нечто важное за пределы улья, чтобы доказать свою надёжность и исправиться. Однако, покидая улей, они случайно теряют посылку, которую должны были передать. Её подбирает муравей и уносит в свой муравейник. В поисках утраченного они встречают Арни и Барни, солдат из муравьиной армии, и узнают, что таинственный предмет — это золотое яйцо, содержащее принцессу Му. Майя и Вилли решают спасти яйцо и вернуть его домой.
Пока пчёлы ищут способ вернуть яйцо, командующий генерал Бамбалус стремится использовать его, чтобы захватить ульи других насекомых. Он похищает яйцо и отправляется с ним на воздушном шаре. Майя и Вилли вместе с Арни и Барни предпринимают путешествие, полное приключений и встреч с новыми персонажами: светлячками, кузнечиками, жабой, а также стайкой муравьёв.
Тем временем, мисс Кассандра, обеспокоенная поведением Майи, считает, что её необходимо вернуть. Королева, узнав о ситуации, разрешает Майе продолжить путь. Когда Майя и Вилли прибывают на остров, они узнают, что генерал Бамбалус собирается использовать яйцо в своих целях. Однако, благодаря храбрости друзей, яйцо спасено, принцесса Му вылупляется, и возвращается к своим родителям.
Майя, которая снова нарушила правила, готовится к наказанию. Но впечатлённая действиями Майи, королева признаёт её заслуги. Майя и Вилли возвращаются домой героями, а новая принцесса начинает свою жизнь в родном улье.

## В ролях
- Коко Джек Гиллис — Майя
- Бенсон Джек Энтони — Вилли
- Фрэнсис Берри — Румба
- Кристиан Харисиу — Бумбулус
- Джастин Кларк — Королева
- Ноэль Клири — Хенчи
- Каллан Колли — Буф
- Джимми Джеймс Итон — Кроули
- Дэвид Коллинз — Арни
- Шейн Дандас — Барни
- Иви Гиллис — Смуш
- Даррен Сабадина — Лиф Каттерсон
- Том Коссеттини — Чомп
- Тесс Майер — мисс Кассандра
- Сэм Хафт — Флип
- Тин Панг — Уибл
- Кэм Ральф — полковник
- Джордан Рэйнфорд — переводчик

## Производство
Кассовые успехи первых двух фильмов, «Пчёлка Майя» (2014) и «Пчёлка Майя и Кубок мёда» (2018), убедили творческие группы в Германии (Studio 100) и Австралии (Studio B) создать третий фильм. Команды хотели создать ещё одну историю под руководящим принципом «дружба и помощь другим» (англ. friendship and helping others), определяющим характер главной героини Майи, но с темой, отличной от первых двух фильмов. Режиссёр Ноэль Клири хотел создать «роуд-муви» (англ. road movie), где Майя покидает свой дом, Маковый луг, что также включало бы в себя высокие ставки в повествовании.